# Voglio una donna
Voglio una donna è il quindicesimo album di Drupi, pubblicato nel 1995.

## Descrizione
L'album è una raccolta di vecchi brani del cantante pavese, alcuni dei quali riarrangiati in chiave funk, soul e gospel, con l'aggiunta di due canzoni inedite, Alla grande e Voglio una donna; quest'ultima è stata presentata al Festival di Sanremo nello stesso anno. Quella del 1995 è tuttora l'ultima partecipazione di Drupi al Festival della Canzone Italiana.
Per la registrazione dell'album Drupi si è avvalso della collaborazione di artisti di fama internazionale tra cui Vinnie Colaiuta, Larry Dunn (ex tastierista degli Earth, Wind & Fire), Beppe Cantarelli, Jim Crespo (già chitarrista degli Aerosmith) e John Patitucci. I brani gospel sono stati registrati con il Pentecostal Community Choir.

## Tracce
1. Voglio una donna – 5:15 (Toto Cutugno-Claudio Farina-A. Sanarico)
2. Regalami un sorriso – 3:42 (Franco Fasano-Adelio Cogliati-Drupi)
3. Vado Via – 4:50 (Enrico Riccardi-Luigi Albertelli)
4. Rimani – 4:15 (E. Riccardi-L. Albertelli)
5. Sereno è... – 4:20 (E. Riccardi-L. Albertelli)
6. Alla grande – 4:44 (N. Meneghetti-L. Salice)
7. Piccola e fragile – 4:14 (E. Riccardi-L. Albertelli)
8. Soli – 4:07 (Drupi-Vittorio De Scalzi-Gianni Belleno)
9. Sambariò – 4:23 (E. Riccardi-L. Albertelli)
10. Era bella davvero – 4:08 (Dario Farina-Oscar Avogadro-Paolo Amerigo Cassella)
11. Avrei bisogno di te – 4:32 (Drupi-Silvio Negroni)
12. Se Dio ti dà – 3:57 (Gino Paoli-Vito Pallavicini-G. Paoli)

## Musicisti
- Voce: Drupi
- Chitarra: J.P. Cervoni, Jim Crespo, Charles Fearing e Beppe Cantarelli
- Basso: John Patitucci
- Batteria: Vinnie Colaiuta
- Tastiera, Sintetizzatore: Larry Dunn, John F. Baer e Beppe Cantarelli
- Pianoforte: Beppe Cantarelli
- Saxofoni e Ewy: Steve Tavaglione
- Background vocale: Angel Sheppard, Andrea Robinson, Drupi, Beppe Cantarelli e Perry Moore
- Coro "Gospel" in Vado via e Piccola e fragile: Pentecostal Community Choir diretto da Saundra Dendy
- Orchestrazione per archi e fiati: Beppe Cantarelli
- Arrangiamenti e produzione: Beppe Cantarelli